# Scatophila quinquepunctata
Scatophila quinquepunctata är en tvåvingeart som först beskrevs av Gimmerthal 1847.  Scatophila quinquepunctata ingår i släktet Scatophila och familjen vattenflugor. Inga underarter finns listade i Catalogue of Life.